# Нікітін Антон Володимирович
Антон Володимирович Нікітін (17 січня 1978, Київ, УРСР) — український медіаменеджер, продюсер, сценарист. Член правління телеканалу Інтер, головний редактор каналу. Кандидат юридичних наук, член Спілки журналістів України.

## Життєпис

### Освіта, робота в медіа
Закінчив Академію внутрішніх справ, працював дільничним, слідчим в Шевченківському райуправлінні МВС Києва. Викладав теорію держави і права, юридичну психологію, юридичну соціологію, римське і конституційне право в Академії внутрішніх справ та інших вузах.
Автор статей з філософії, правознавства, психології, соціології. З МВС звільнився 2005 року в званні капітана. Кандидат юридичних наук.
У журналістику прийшов наприкінці 2001 року, ставши редактором в агентстві «Профі ТВ». Потім знімав фільми про політику, висвітлював виборчі кампанії, був сценаристом.
З 2005 року працював на телеканалі К1 — керівником інформаційно-аналітичного відділу, головним редактором. Цю посаду Нікітін обіймав до початку 2007 року.
З 2007-го по 2009-й рр. — Нікітін очолював компанію «Національні інформаційні системи», що об'єднала інформаційні служби телеканалів «Інтер» та К1. В цей час генеральним продюсером телеканалів була двоюрідна сестра Нікітіна Ганна Безлюдна. Її команда вивела «Інтер» у лідери інформаційного простору. Влітку 2007-го окремі випуски «Подробиць» виходили з часткою 42 % (18+ вся Україна). 4 вересня 2009 року пішов з посади посади директора у зв'язку зі звільненням генерального продюсера Ганни Безлюдної та зміною команди, яка керувала новинами і телеканалом в цілому.
2009 — представляв «Інтер» на телепремії EMMY (за висвітлення російсько-грузинської війни 2008 року).
З 2009 по 2013 — сценарист і головний редактор телевізійного агентства «Профі ТВ». Знімав документальне кіно для українських і російських телеканалів.
З квітня 2012  по 2020 — очолював редакцію журналу «Фома в Україні».
З лютого  2013 — член правління телеканалу «Інтер», головний редактор каналу.
З 2013 — співавтор концертів «Перемога. Одна на всіх», співавтор телемарафону «Наша перемога».
З 29 грудня по 23 березня 2014 — керував інформаційним мовленням «Інтера», був директором компанії «Національні інформаційні системи», поєднуючи цю посаду із обов'язками головного редактора каналу. Повернення Нікітіна до керівництва інформаційною службою «Інтера» супроводжувалося масштабними звільненнями співробітників на знак протесту проти цензури. З «Національних інформаційних систем» тоді пішли кілька десятків журналістів, випускових редакторів та керівників підрозділів, звинувачуючи Антона Нікітіна та Ганну Безлюдну у спробі цензурувати випуски новин під час Революції Гідності.
Громадські організації (зокрема, рух «Стоп цензурі!») звинувачували керівництво новинной служби телеканалу «Інтер» і особисто Нікітіна у перекривленні інформації та запровадженні цензури і вимагали аби Ганна Безлюдна та Антон Нікітін понесли за це персональну відповідальність. Стверджуючи, що за його керівництва новинами відбувалася дискредитація учасників Революції Гідності та представлення активістів як «праворадикалів» та «екстремістів», що посилювало агресію силовиків. Звільнився з посади наприкінці березня 2014 року після перемоги Революції Гідності.
2015 року став автором ідеї проекту «Люди перемоги» - серії книг-фотальбомів про ветеранів Другої світової війни. Головний редактор книг «Люди перемоги» (2015), «Люди перемоги. Будемо жити!» (2017), «Люди перемоги. Наш полк» (2018) та «Люди перемоги. Наше діло праве!» (2019).

## Фільмографія
Автор і головний редактор документальних проєктів телевізійного агентства «Профі ТВ»: «Война и мир. Оккупация» (5 канал, Санкт-Петербург), «Война и мир. Эвакуация» (Інтер), «Перекоп», «Великий российский исход» (5 канал, СПб), «Война против своих» (2 серії), «Сталин против Красной армии» (НТВ) «Святые и праведники XX столетия» (співавтор сценарію до чотирьох фільмів: «Кукша Одесский», «Амфилохий Почаевский», «Лаврентий Черниговский», «Алексей Глаголев» (НТН).
Під керівництвом Нікітіна агентством «Профі ТВ» було створено кілька документальних фільмів на релігійну тематику: «Патріарх», «Молитва за перемогу» (у співавторстві з Інгою Балицькою), «Буковина під захистом любові» про православну історію Буковини, «Хрещення».
У квітні 2013 — став головним редактором документальної картини про українську співачку Квітку Цісик «Квітка. Голос в єдиному екземплярі».
2014 — взяв участь у створенні документального фільму «Блаженнійший Володимир» (у співавторстві з Молчановим і Лук'яненком).
2016 — взяв участь у створенні документального фільму «778 днів без своих» (у співавторстві з Є. Висоцьким).
2017 — телеканал «Інтер» зняв фільм «Бомбы, которые взорвали мир» про Югославську війну. Нікітін виступив автором ідеї та співавтором сценарію разом з Чистяковим.
У січні 2018 року в ефір «Інтеру» вийшла стрічка «Від Різдва до Хрещення», її головним редактором став Нікітін.
2018 року взяв участь в створенні документального фільму «Петр Толочко. Учебник истории» (у співавторстві з Чистяковим).

## Громадська діяльність
Учасник БФ «Інтер дітям».

## Нагороди та звання
- У жовтні 2013 р. гран-прі міжнародного фестивалю православного кіно «Покров» отримав документальний фільм «Крещение», автором ідеї якого став Антон Нікітін[40].
- У вересні 2017 р. документальний фільм «Тысяча лет на Афоне» (автор Нікітін), став лауреатом міжнародного фестивалю «ТЕФІ-Співдружність» (Білорусь, Мінськ)[41][42].
- У жовтні 2018 р. документальний проєкт про історію Києво-Печерської Лаври «Киево-Печерская Лавра. Фотография тысячелетия» (автори Нікітін і Ольга Марікуца) отримав нагороду міжнародного фестивалю «ТЕФІ-Співдружність» (Узбекистан, Ташкент)[43].
- У листопаді 2018 року УПЦ МП нагородила Нікітіна орденом Преподобного Нестора Літописця I ст.[44][45].
- У червні 2019 року Митрополит (РПЦвУ) Онуфрій вручив Нікітіну орден святителя Петра Могили[46][47].